# 大连市第八中学
38°54′58″N 121°35′24″E / 38.916085°N 121.589995°E
大连市第八中学是辽宁省首批示范性高中，省级重点中学，创建于1952年。前身为日治时期的大连霞小学校。学校位于大连市沙河口区西安路的东侧，具体地址为大连市沙河口区抚顺街永明巷12号。大连市第八中学于1981年被确定为辽宁省首批重点高中，是辽宁省有资格向高等院校推荐保送生的学校之一。是"全国部分重点高中联合体"和"全国知名中学教科研联合体"成员。

## 校训
惜时 坚韧 创新

## 学校教育设施与设备

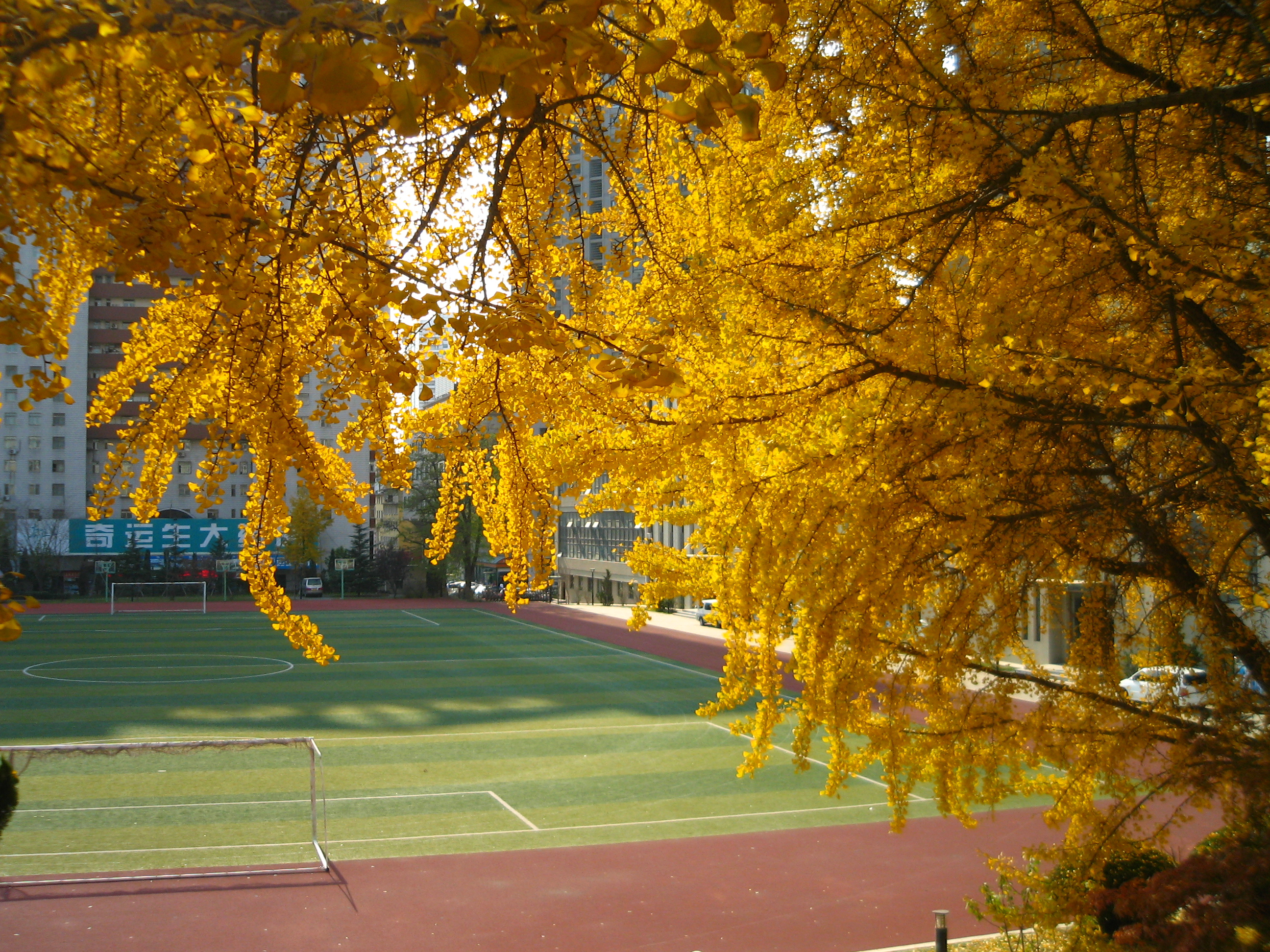
从A210教室望向操场（摄于秋季）

2002年学校改善和新建校舍，完善了教学楼，新建了一批物理化学生物实验室。学校图书馆藏书8万余册，有体育馆、塑胶跑道和人造草坪的操场。
2008年夏天，大连市政府决定重建大连八中的教学楼，实行小班化教学（每班30~35人）、走班制，使之成为辽宁省课改地区首个小班制学校；配备电子白板、等离子电视等高端教学设备，使整个学校的硬件设施位于辽宁省乃至全国较高水平。校舍改造期间高一高二在太原街原信息高中校舍借读，高三则在四十七中校舍。
2009年9月，大连市第八中学教学楼重建完毕，学生重新入驻。

## 知名校友
从八中毕业的知名校友有中共中央军委副主席徐才厚（2014年6月被开除党籍）、文化部副部长艾青春。